# ФК Србобран
ФК Србобран је фудбалски клуб из Србобрана, такмиче се у ВФЛ Север, четвртом такмичарском нивоу српског фудбала.

## Историја
Први фудбалски клуб у Србобрану се звао "Србобрански Атлетски Клуб" и први пут такмичарске утакмице играо је у сезони 1931/32 у 2. разреду "Средњобачке провинцијске групе". У сезони 1933/34. појављује се још један фудбалски клуб у Србобрану "Раднички" који у дебитантској сезони заузима друго место "Средњобачке групе". У пролеће 1936. године "Раднички" је брисан из савеза (скор након јесењег дела 6 2 0 4 8:11  4). После првог кола сезоне 1936/37. и "Србобрански АК" је одустао од такмичења тако да је и он брисан из савеза. После годину у Средњобачкој групи поново се активира САК али овај пут под новим именом "Спортски Клуб Србобран". Под новим именом клуб ће играти само две сезоне, када ће у лето 1940. вратити старо име "Србобрански АК" и освојити прво место у јесењем делу првенства "Суботичке групе" 1/Б разреда коју ће у пролеће 1941. прекинути Други светски рат.